# Atraphaxis macrocarpa
Atraphaxis macrocarpa är en slideväxtart som beskrevs av K. H. Rechinger & Schiman-czeika. Atraphaxis macrocarpa ingår i släktet Atraphaxis och familjen slideväxter. Inga underarter finns listade i Catalogue of Life.